# Stadion Kleinfeld
Het Stadion Kleinfeld is een multifunctioneel stadion in Kriens, een plaats in Zwitserland.
In het stadion is plaats voor 5.360 toeschouwers. Het stadion werd geopend in 1970. In 2016 sloot het oude stadion en werd er een volledig nieuw stadion gebouwd. Dat nieuwe stadion heeft dezelfde naam en werd geopend in 2018.
Het stadion wordt vooral gebruikt voor voetbalwedstrijden; de voetbalclub SC Kriens maakt gebruik van dit stadion. Het werd ook gebruikt voor het Europees kampioenschap voetbal onder 19 van 2004. Er werden drie groepswedstrijden gespeeld.